# Critique du judaïsme
 (mai 2014).
- Si vous ne connaissez pas le sujet, laissez ce bandeau (vous pouvez alors contacter les auteurs).
- Si vous supprimez le contenu mis en cause (vous pouvez préalablement contacter les auteurs),

argumentez précisément cette suppression dans la page de discussion
(un manque de référence n'est pas un argument ; une recherche réelle de référence doit avoir été effectuée, être formellement documentée).
Le judaïsme est l'aspect doctrinal de la tradition d'un peuple, selon lequel le Dieu Un, créateur du monde, leur aurait donné Sa Loi après les avoir libérés d'Égypte. Celle-ci contient une historiographie, des prescriptions rituelles et éthiques à caractère obligatoire pour les Juifs.
La critique du judaïsme existe depuis la formation du judaïsme, comme c'est le cas d'autres religions, pour des motifs philosophiques, scientifiques, éthiques, politiques et théologiques.

## Critiques israélites du judaïsme
Le judaïsme tel qu'il est connu aujourd'hui correspond aux pharisianisme de l'Antiquité, qui se fondent sur la Bible hébraïque associée à une Loi orale représentée par le Talmud.
À l'époque de la fin du Second Temple, le judaïsme était divisé entre les Pharisiens, les Saducéens (qui ne reconnaissaient pas la Loi Orale) et les Esséniens. Les Pharisiens ont eu le quasi-monopole du judaïsme dès la destruction du Second Temple.
De nos jours, les Karaïtes ne reconnaissent que la Bible hébraïque comme source d'autorité religieuse.
Durant le XIXe siècle, le mouvement de la Haskala (Lumières juives) engendra la création de mouvements non orthodoxes : le Judaïsme réformé (libéral) et le Judaïsme conservative (Massorti).
À l'allégation selon laquelle « tout ce qui est juif est disgracieux », le philosophe Levinas l'explique par « cet archaïsme qui voit dans la religion une relation exclusivement liturgique à Dieu » d'une « communauté privée au sein de la nation... (où) le judaïsme, conçu comme Synagogue », n'a pu investir le monde qui l'entoure, confiné qu'il est à la sphère familiale, l'espace privé.

## Critiques musulmanes du judaïsme
L'islam critique le judaïsme sous sa forme rabbinique depuis que les Sages de la Grande Assemblée, au nombre desquels Ezra le Scribe, auraient défini le canon biblique en prenant de larges libertés avec la Torah. Tout en reconnaissant le caractère sacré de la Torah, l'islam reproche aux "Banu Isra'il" d'en avoir falsifié le texte (Tahrif), transgressant ainsi le commandement de n'y rien ajouter ni retrancher. [réf. nécessaire]
L'islam ne nourrit pas de conflit existentiel avec le judaïsme mais bien une relative indifférence avec respect de leur croyance[réf. nécessaire], dans les limites de leur statut de dhimmi (statut discriminatoire pour les non-musulmans).
L'islam revendique également une filiation directe avec Abraham via Ismaël qui a lui aussi reçu la berakha et à qui la Torah promet une grande descendance. Il reconnait de même la prophétie de tous les patriarches, mais donne la préséance au prophète Mahomet et critique les juifs de ne pas le reconnaître en tant que tel. L'islam reproche aussi aux juifs leur fort espoir messianique (le Messie fils de David), qui est non seulement associé à ce refus de reconnaissance, mais les pousse également à l'hérésie, en proclamant des faux messies, comme Bar Kokhba et Sabbataï Tsevi.

## Critiques éthiques
- Si vous ne connaissez pas le sujet, laissez ce bandeau (vous pouvez alors contacter les auteurs).
- Si vous supprimez le contenu mis en cause (vous pouvez préalablement contacter les auteurs),

argumentez précisément cette suppression dans la page de discussion
(un manque de référence n'est pas un argument ; une recherche réelle de référence doit avoir été effectuée, être formellement documentée).

### Polygamie
Dans le judaïsme, la polygamie apparaît dans plusieurs passages de la Torah. La Bible hébraïque ne fixe pas de limite au nombre d'épouses, et cite plusieurs histoires de polygamie :
Ainsi, David a plusieurs épouses et concubines (Sam. 15:16; 19:5; 20:3). Au commencement, il a au moins trois épouses dont Abigaïl et Ahinoam de Jezrael, ainsi que Michal que Saül a donné à Phalti (1Sam. 25:42-44). Quand Saül est tué, Dieu donne à David tout ce qui appartenait à Saül, y compris toutes ses épouses (2Sam. 12:8). 
Le roi Salomon a sept cents femmes et trois cents concubines. Ces femmes proviennent des Moabites, des Ammonites, des Edomites, des Sidoniens et des Hittites (1Rois 11:3). 
Son fils, Réhoboam, a dix-huit femmes et soixante concubines (2Chro. 11:21). 
Le père du prophète Samuel a deux épouses (1Sam. 1:2). 
Les fils d'Issachar ont plusieurs épouses et fils (1Chro. 7:4).

### Homophobie
L'homosexualité masculine est interdite dans le judaïsme. Deux passages dans la Torah, ci-dessous, la condamnent extrêmement sévèrement.

Dans le Lévitique : la relation sexuelle entre hommes est présentée comme une « abomination » ("To'évah" en hébreu).
1. « Tu ne coucheras pas avec un homme comme on couche avec une femme. C'est une abomination. » : Lévitique 18:22
L'interprétation du rabbin libéral Gabriel Farhi énonce qu'il ne s'agirait pas ici d'une condamnation de pratiques sexuelles entre deux hommes au sens strict mais qu'elle porte sur le "comme", autrement dit un homme qui a des relations sexuelles avec un autre devrait faire autrement qu'avec une femme. Cette interprétation condamne la sodomie (autorisée avec une femme).
2. « L'homme qui couche avec un homme comme on couche avec une femme : c'est une abomination qu'ils ont tous deux commise, ils devront mourir, leur sang retombera sur eux. » : Lévitique 20:13.
La peine de mort prononcée par un Sanhédrin est abolie depuis la chute du Temple.
Des interprétations modernes contextualisent cette série des lois qui interdisent l'inceste homme/femme, et ici l'inceste homme/homme.
On ignore par la main de qui ils meurent ; la sentence divine ou celle des hommes ?

### L'abattage rituel sans étourdissement de l'animal
La shehita (abattage rituel juif) est une technique décrite et codifiée de manière très précise dans la Torah, et imposée dans le judaïsme comme seul mode possible d’abattage des animaux.
La shehita se veut fondée sur un principe constant de la Torah : le respect de la vie animale, qui implique la nécessité de limiter au maximum la douleur de l’animal lors de l’abattage.

#### Leshohet
En France, depuis 1964, tout abattage rituel juif d’animaux de boucherie doit être pratiqué par un shohet (abatteur rituel juif) habilité à la fois par la Commission Rabbinique Intercommunautaire (Consistoire central israélite de France) et par le Ministère de l’Agriculture (décret no 64-334 du 16 avril 1964). Une circulaire datant du 28 décembre 1970 (DSV n°1246-C), puis précisée le 25 décembre 1978 (DQ/SVHA/C-78 n°157C) a permis la mise en place d’une carte spéciale semestrielle de couleur, délivrée au shohet par la Commission Rabbinique Intercommunautaire et enregistrée par la Direction Départementale des Services vétérinaires (Ministère de l’Agriculture). Le Tribunal Rabbinique effectue des contrôles permanents de l’aptitude du shohet. Toute faute peut entraîner un retrait temporaire de la kabbala (certificat, autorisation), une faute morale entraînant un retrait définitif. Même expérimenté, un shohet doit réviser en permanence les enseignements théoriques de la shehita.

#### Le déroulement de la shehita
Des règles très précises codifient les quatre phases de la shehita.
- Examen avant l’abattage
- Contention lors de l’abattage.

Tout étourdissement ou anesthésie (électrique, chimique...) préalables sont interdits et rendent l’animal nevela, soit impropre à la consommation
- L’incision
- L’inspection : La dernière étape consiste en une bediqua (contrôle) de la carcasse et des principaux viscères par le shohet. Si l’animal n’est pas kacher, il ne peut être consommé par des Juifs pratiquants. Une dernière inspection est pratiquée par le vétérinaire-inspecteur, au même titre que pour tous les animaux de l’abattoir.